# Révész Sándor (újságíró, 1956)
Révész Sándor (Budapest, 1956. július 5. – ) újságíró, történész.

## Életrajza
Iskoláit az ELTE BTK magyar-népművelés-eszperantó szakán végezte 1980-ban. 
Előbb a Beszélő, majd a Népszabadság, azóta a HVG munkatársa.

## Díjai
- Táncsics Mihály-díj (sajtó) 1998 (A díjat 2013-ban visszaadta)[2]
- Tolerancia-díj (autonóm) 1999
- Pulitzer-emlékdíj 2000
- Népszabadság-díj 2003
- Bossányi Katalin-díj 2012

## Művei
- Antall József távolról. 1932–1993; Sík, Bp., 1995
- Aczél és korunk; Sík, Bp., 1997
- Jelen. Válogatott esszék, publicisztikák; Sík, Bp., 1998
- A múlt köde, 1998-2002. Negyvennyolc hónap a közelmúltból; Népszabadság Könyvek, Bp., 2006
- Egyetlen élet. Gimes Miklós története; előszó Litván György; Sík–1956-os Intézet, Bp., 1999
- Dobi István – Az elfeledett államfő. Egy nincstelen parasztfiú útja a hatalomba; Európa Könyvkiadó, Bp., 2020
- Húzzuk a keresztünk. Izgalom, dráma, tragédiák és bohózatok. A magyarországi választások története, 1905–2018; Európa, Bp., 2022